# Ибл, Джамиль
Джамиль Ибл (англ. Jameel Ible; 26 ноября 1993, Лидс, Англия) — сент-китский футболист, защитник.

## Клубная карьера
Воспитанник клуба «Стокпорт Каунти». Всю свою карьеру проводит в низших английских лигах. С 2022 года выступает за команду «Гайзли» из седьмого по силе дивизионе страны (Северной Премьер-лиге).

## В сборной
Несмотря на свое рождение в Англии Ибл по своему происхождению сент-китсиец. Со временем он получил гражданство этой страны. За сборную Сент-Китса и Невиса защитник дебютировал 12 ноября 2015 года в победном товарищеском матче против Андорры (1:0). Долгое время он не получал новых вызовов в национальную команду. В 2023 году Ибл принял участие в финальной части Золотом кубке КОНКАКАФ, куда его сборная пробилась впервые в своей истории. На групповом этапе «сахарные мальчики» (прозвище Сент-Китса и Невиса) потерпели три разгромных поражения с общей разницей 0:14.